# 顎木あくみ
顎木 あくみ（あぎとぎ あくみ）は、日本の小説家である。長野県出身・在住。

## 略歴
小学生の時に国語の授業で、絵や写真から物語を考える課題に取り組んだことから、物語の執筆に興味を持ち始めた。小学校高学年の時は小野不由美の『十二国記』、雪乃紗衣の『彩雲国物語』、田中芳樹の『アルスラーン戦記』などの歴史ファンタジー作品を読むことが多かったと話している。中学生になってからは明確に物語を執筆したいという気持ちが生まれ、ファンタジー風の小説を執筆して友人に見せるなどしていた。
その後、小説投稿サイトで作品を発表を始め、2019年に『わたしの幸せな結婚』でデビューを果たした。『わたしの幸せな結婚』は、2022年4月にアニメ化が決定し、映画化も果たした。

## 作品
- 『わたしの幸せな結婚』シリーズ（イラスト: 月岡月穂、富士見L文庫〈KADOKAWA〉）[6]
- 『宮廷のまじない師』シリーズ（ポプラ文庫ピュアフル〈ポプラ社〉）[7]